# V828
V828 eller HD 153261, är en ensam stjärna belägen i den mellersta delen av stjärnbilden Altaret. Den har en högsta skenbar magnitud av ca 6,14 och är mycket svagt synlig för blotta ögat där ljusföroreningar ej förekommer. Baserat på parallaxmätning inom Hipparcosuppdraget på ca 2,32 mas beräknas den befinna sig på ett avstånd av ca 1 400 ljusår (ca  430 parsec) från solen. Den rör sig närmare solen med en heliocentrisk radialhastighet av ca -6 km/s.

## Observation
År 1983 rapporterade Christopher Stagg att han misstänkte att HD 153261 är en variabel stjärna, och hans senare observationer bekräftade att den faktiskt är variabel. HD 153261 fick 1987 dess variabelbeteckning, V828 Arae.

## Egenskaper

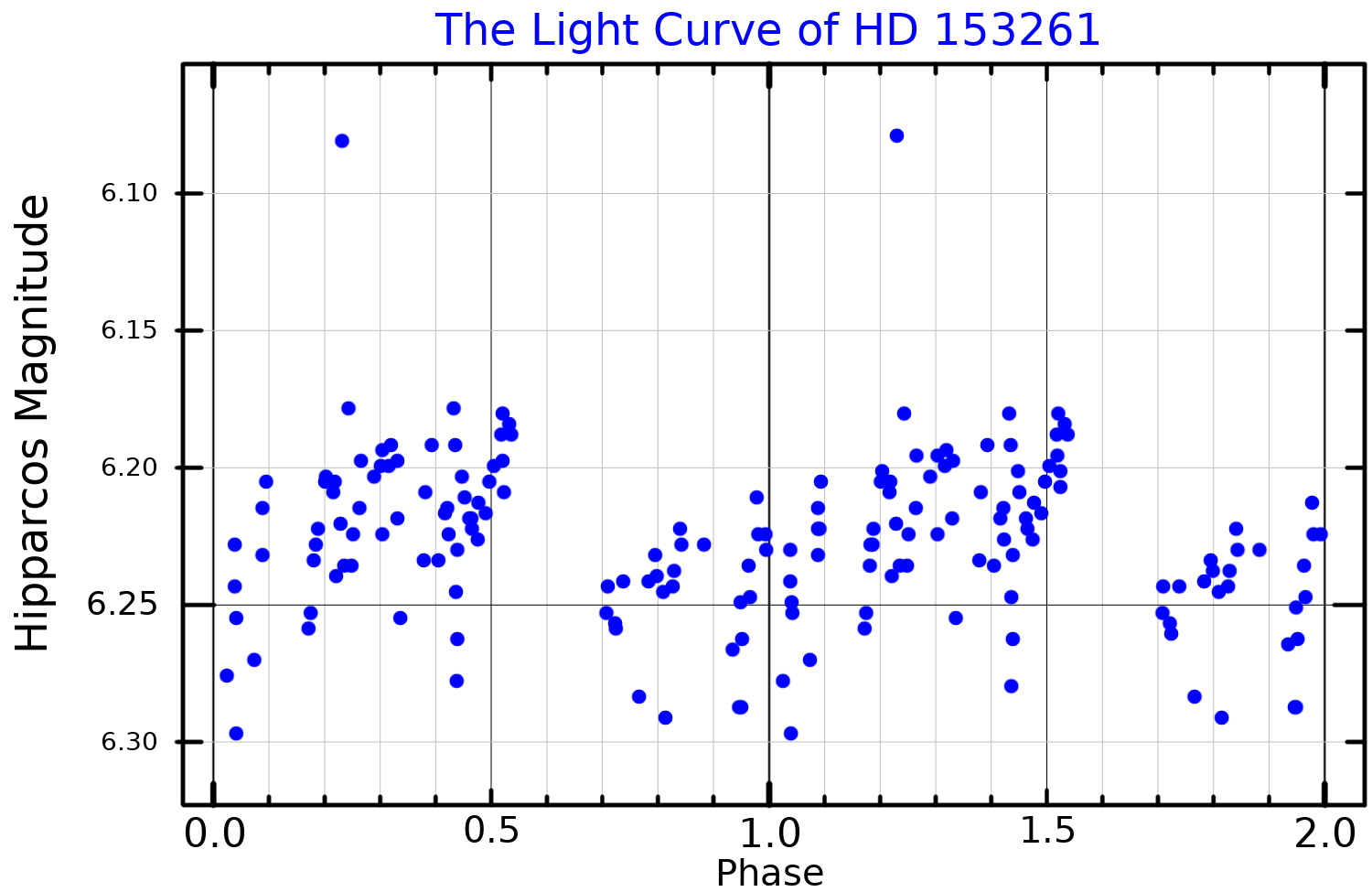
Ljuskurva för HD 153261 från Hipparcos-data, plottad från Lefèvre et al. (2009).

V828 är en blå-vit stjärna av spektralklass B1 V:ne eller B2 IVne, vilket anger att den antingen är en huvudseriestjärna eller en underjättestjärna. Suffixet 'n' anger ett diffust spektrum som skapats av de Doppler-skiftbreddade absorptionslinjerna på grund av snabb rotation, medan 'e' betyder att den är en Be-stjärna, med spektrumet som visar emissionslinjer från het, omgivande gas. HD 153261 visar viss variation med en amplitud på 0,090 i magnitud, och är en misstänkt spektroskopisk dubbelstjärna. Den har en massa av ca 10 solmassor, en radie av ca 4,5 solradier och utsänder energi från dess fotosfär motsvarande ca 11 000 gånger solen vid en effektiv temperatur av ca 21 200 K.